# Inga Lindström: Auf der Suche nach dir
Auf der Suche nach dir ist ein deutscher Fernsehfilm von Oliver Dieckmann aus dem Jahr 2019. Er ist Bestandteil des ZDF-Herzkino-Sonntagsfilms und der 80. Film der Inga-Lindström-Reihe nach der gleichnamigen Erzählung von Christiane Sadlo. Die Hauptrollen sind mit Laura Berlin, Moritz Vierboom, Lisa Marie Trense und Anja Karmanski besetzt.

## Handlung
Die junge Köchin Astrid will in Stockholm ihr eigenes Restaurant eröffnen. Ihr Freund Lars, mit dem sie diese Pläne gemeinsam hatte, lässt sie bei der Vertragsunterzeichnung sitzen. Auch auf ihre Anrufe reagiert er nicht. Als er sich auch nach Tagen nicht gemeldet hat, macht sich Astrid große Sorgen und beginnt in seinen Unterlagen nach einer Spur zu suchen. Sie findet einen Hinweis auf einen Campingplatz auf Öland, wo er einen Termin gehabt hätte. Aber der Pächter Björn, den sie schon in Stockholm kennen lernte, als er sie vor ihrer Wohnung zuparkte, weiß nicht, wo Lars ist. Er ist der Schwager von ihm und hat den Campingplatz bei ihm gepachtet. Seine Frau Elin hat ihn vor über einem Jahr mit ihrer Tochter Tova alleine gelassen.
Zusammen beginnen sie nach Spuren zu suchen, Björn weiß von einem Spielsalon im Ort, der ihm auch gehört, aber der ist geschlossen und steht zum Verkauf. Er trägt den Namen einer Ex-Freundin von Lars. Auch die nächste Spur zur Boutique Esther bringt nichts, außer dass Astrid von Ester erfährt, dass sie bis vor drei Monaten mit Lars verheiratet war. Astrid beginnt langsam zu zweifeln, ob es Lars wirklich ernst mit ihr gemeint hat. Sie kümmert sich rührend um Tova, als sie alleine Pfannkuchen machen will und fast die Küche abfackelt. Auch zu Björn fühlt sie sich immer mehr hingezogen. Nebenher vermittelt sie auch noch zwischen den Dauercampern Gitte und Ole, die ständig streiten, aber scheinbar trotzdem etwas füreinander empfinden.
Eines Abends steht plötzlich Elin vor der Türe, sie wollte zum Geburtstag von Tova kommen, hat aber einen Anschlussflug verpasst. Björn ist gar nicht erfreut darüber. Aber auch Elin weiß nicht wo ihr Bruder sein könnte. Am nächsten Morgen erhält Astrid einen Anruf vom Krankenhaus, wo Lars nach einem Unfall eingeliefert wurde, der am Vortag der Vertragsunterzeichnung passierte. Er hatte eine Amnesie und konnte sich an nichts mehr erinnern. Als er aus dem Krankenhaus entlassen wird, kommt er auch auf dem Campingplatz unter. Er erklärt Astrid nun endlich, was er vorhatte; da er nicht das ganze Geld für die Anzahlung hatte, wollte er den Campingplatz und den Spielsalon verkaufen. Sie fühlt sich hintergangen, weil er ihr in verschiedenen Dingen nicht alles erzählt hat und geht auf Distanz zu ihm. Auch Björn erklärt Elin, dass er es für Tova toll findet, dass ihre Mutter wieder da ist, aber eine Wiederaufnahme ihrer Beziehung ist für ihn unrealistisch. Zusammen mit Björn hilft Astrid Lars, indem sie den Spielsalon aufräumen und Tische hineinstellen, damit es wie ein Restaurant aussieht.
Astrid und Lars kehren nach Stockholm zurück, sie haben vom Makler nochmals einen Termin für die Unterzeichnung bekommen. Am nächsten Tag ruft Lars Astrid an, sie solle sofort ins Lokal kommen. Er hat ohne ihr Zutun den Vertrag unterschrieben, sie fragt sich, wo er das Geld her hatte. Er versucht sie um den Finger zu wickeln, indem er ihr einen Heiratsantrag macht. Doch bevor es dazu kommt, steht Björn im Lokal und fragt Lars, wieso er den Campingplatz an einen Fremden verkauft hat und ihm kein Angebot gemacht hat. Nun muss Lars mit der ganzen Wahrheit herausrücken. Astrid will nichts mehr von ihm wissen und schmeißt ihn aus der Wohnung.
Am nächsten Tag steht Elin bei Astrid vor der Türe, Lars hat sie geschickt um seine Sachen abzuholen. Elin erzählt ihr, dass er den Verkauf des Campingplatzes und des Spielsalons rückgängig gemacht hat und beiläufig erwähnt sie noch, dass sie sich sicher ist, dass Björn sich in sie verliebt hat. Astrid bittet Elin, Lars zu sagen, dass sie eine Käuferin für den Spielsalon kenne. So kehrt Astrid nach Öland zurück und eröffnet ihr Restaurant im ehemaligen Spielsalon. Auf dem Weg wirft sie noch eine Einladung zur Eröffnung in Björns Briefkasten. Als Tova alleine im Lokal auftaucht, fragt Astrid sie, wo ihr Vater sei. Sie erfährt, dass er draußen wartet. Astrid geht zu ihm und sie nehmen sich in die Arme.

## Hintergrund
Auf der Suche nach dir wurde unter dem Arbeitstitel The Missing Man vom 12. September bis zum 9. Oktober 2018 an Schauplätzen auf Öland gedreht.

## Rezeption

### Einschaltquote
Die Erstausstrahlung am 17. März 2019 im ZDF wurde von 4,51 Millionen Zuschauern gesehen, was einem Marktanteil von 11,2 % entspricht.

### Kritiken
Die Kritiker der Fernsehzeitschrift TV Spielfilm zeigten mit dem Daumen zur Seite, fassten den Film mit den Worten „Schicksalsschläge, hübsche Menschen – Herzkino halt!“ kurz zusammen und zogen als Gesamtfazit: „Tatsächlich mal nettes Personal, dennoch fad“.
Tilmann P. Gangloff von Tittelbach.tv meinte dazu „Autorin Kirsten Peters hat schon bei früheren „Inga Lindström“-Episoden bewiesen, dass auch bekannte Geschichten funktionieren können, wenn sie kurzweilig erzählt und mit Hingabe gespielt sind.“ und „Die Inszenierung durch den bislang vor allem als Producer tätigen Oliver Dieckmann orientiert sich an den Konventionen des Sendeplatzes; sehenswert ist die Liebesgeschichte vor allem wegen der Schauspieler.“